# La Petite Nord-Ouest (rivière Gauthier)
Pour les articles homonymes, voir Petite rivière.
```

```

La Petite Nord-Ouest est un affluent de la rivière Gauthier (Montmagny), coulant entièrement dans la municipalité de Sainte-Apolline-de-Patton, dans la municipalité régionale de comté (MRC) de Montmagny, dans la région administrative de Chaudière-Appalaches, au Sud du Québec, au Canada.
La « Petite Nord-Ouest » coule en zones forestières, sauf dans la zone de la rue Principale, la zone du rang Saint-Joseph et certaines zones de la partie inférieure de cette petite vallée.

## Géographie
La « Petite Nord-Ouest » prend source dans les Monts Notre-Dame, dans la municipalité de Sainte-Apolline-de-Patton, au nord de la route 216 (côté Nord-Ouest). Cette source est située à 1,9 km au Nord du centre du village de la municipalité de Sainte-Apolline-de-Patton et à 13,7 km à l’Est du centre du village de la municipalité de Notre-Dame-du-Rosaire.
À partir de sa source, « La Petite Nord-Ouest » coule sur 9,7 km, selon les segments suivants :
- 2,3 km vers le Sud-Est, dans la municipalité de Sainte-Apolline-de-Patton, jusqu'à la route Principale (route 216) ;

- 3,4 km vers le Sud-Est, en passant à l’Est du village de Sainte-Apolline-de-Patton et en recueillant les eaux du ruisseau Godbout (venant du Nord-Est), jusqu’au chemin du rang Saint-Joseph ;
- 1,1 km vers l’Est, jusqu’à la route Sainte-Lucie ;

- 2,9 km vers le Sud-Est, en traversant une petite zone de marais en fin de segment, jusqu'à la confluence de la rivière[1].

La « Petite Nord-Ouest » se déverse dans une zone de marais sur la rive Nord-Ouest de la rivière Gauthier (Montmagny). Cette dernière coule vers le Sud-Ouest, jusqu’à la rive nord de la Rivière Noire Nord-Ouest (Lac Frontière) que le courant descend jusqu’à la rive Nord du Lac Frontière (Montmagny). Puis, le courant traverse le lac Frontière et suit la Rivière Saint-Jean Nord-Ouest qui coule jusqu'au fleuve Saint-Jean. Ce dernier coule vers l'Est et le Nord-Est en traversant le Maine, puis vers l'Est et le Sud-Est en traversant le Nouveau-Brunswick. Au terme de son cours, le fleuve Saint-Jean se déverse sur la rive Nord de la Baie de Fundy laquelle s’ouvre au Sud-Ouest à l’Océan Atlantique.

## Toponymie
Le toponyme "Petite Nord-Ouest" a été officialisé le 17 août 1978 à la Commission de toponymie du Québec.